# Contea di Anderson (Carolina del Sud)
La contea di Anderson (in inglese, Anderson County) è una contea dello Stato della Carolina del Sud, negli Stati Uniti. La popolazione al censimento del 2000 era di 165 740 abitanti; nel 2005, l'ufficio centrale per il censimento americano stimò che la popolazione avesse raggiunto la cifra di 175514. Il capoluogo di contea è Anderson.

## Geografia fisica
Secondo l'Ufficio Americano per il Censimento U.S. Census Bureau, la contea ha un'area totale di 757 miglia quadrate (1.962 km²), dei quali, 718 miglia quadrate (1860 km²) sono costituiti da territorio mentre 39 miglia quadrate (102 km²) pari al 5,21% sono ricoperte d'acqua.
La contea si trova nel nord-ovest dello Stato, al confine con la Georgia. Si tratta di una regione pedemontana, prevalentemente collinare, ai piedi delle Blue Ridge Mountains, tra i fiumi Saluda, a nord-est, e Savannah, che forma il confine sud-ovest con la Georgia. Parte del confine è costituito dal lago artificiale Hartwell.
Il Lake Hartwell, un lago artificiale di 226 km² situato nella zona militare, ha una percentuale di spiaggia dedicata ai residenti per usi ricreativi.
L'area sta crescendo industrialmente, commercialmente e si sta trasformando in centro turistico.

### Contee confinanti
- Contea di Pickens - nord
- Contea di Greenville - est
- Contea di Laurens - est
- Contea di Abbeville - sud-est
- Contea di Elbert (Georgia) - sud-ovest
- Contea di Hart (Georgia) - ovest
- Contea di Oconee - nord-ovest

## Storia
L'area era abitata ai nativi Cherokee. La contea fu creata nel 1826 e prende il nome dal leader della guerra d'indipendenza americana Robert Anderson.

## Società

### Evoluzione demografica
Secondo il censimento del 2000, c'erano 165 740 persone e 649 unità famigliari nella contea. La densità di popolazione era di 231 persone per miglio quadrato (89/km²). C'erano 73 213 unità abitative ad una densità di circa 102 per miglio quadrato (39/km²). La conformazione razziale era costituita per l'81,56% da bianchi, per il 16,59% da neri o Afro Americani, per lo 0,22% da Nativi americani, per lo 0,42% asiatici e lo 0,02% dalle Isole del pacifico, lo 0,40% di altre razze e lo 0,79% misti. L'1,11% della popolazione era ispanico o di latini.
C'erano 65649 proprietari di casa dei quali il 31,60% aveva figli sotto i 18 anni conviventi, il 55,00% erano sposati conviventi, il 12,80% avevano un capo famiglia donna senza marito, ed il 28,00% erano non-famiglie. Il 24,30% di tutti i proprietari era formato da singoli ed il 9,60% era un singolo che viveva solo e aveva dai 65 anni in su. La media dei componenti per ogni nucleo abitativo era di 2,48 e la media per famiglia era di 2,94.
Nella contea la popolazione era costituita per il 24,60% da persone al di sotto dei 18 anni, per l'8,40% dai 18 ai 24, per il 29,10% dai 25 ai 44, per il 24,30% dai 45 ai 64, ed il 13,70% erano persone di 65 anni o più vecchie. La media dell'età era di 37 anni. Per ogni 100 donne c'erano 93,50 maschi. Per ogni 100 donne sotto i 18 anni, c'erano 90,20 maschi.
L'introito medio per ogni capo nucleo nella contea era di 36807 dollari, ed il reddito medio per famiglia era di 44229 dollari. I maschi avevano un reddito medio di 32316 dollari contro i 23834 dollari delle donne. Il reddito procapite della contea era di 18365 dollari. Circa il 9,10% delle famiglie ed il 12,00% della popolazione era sotto la soglia di povertà, inclusi il 15,30% di quelli sotto i 18 anni ed il 13,80% delle persone dai 65 anni in su.

## Comuni

### Cities
- Anderson (capoluogo)
- Belton
- Clemson
- Easley

### Towns
- Honea Path
- Iva
- Pelzer
- Pendleton
- Starr
- West Pelzer
- Williamston

### Census-designated places[edit]
- Centerville
- Fair Play
- Homeland Park
- Northlake
- Piedmont
- Powdersville

## Economia
Con oltre 230 fabbriche manifatturiere, incluse ventidue compagnie internazionali, che hanno una sede nella contea, Anderson ha un buon business. Le maggiori industrie che si trovano nella contea includono prodotti manifatturieri di automobili, prodotti di ferramenta, macchine industriali, plastica, pubblicazioni e tessili. Due industrie che si interconnettono frequentemente sono quelle del settore plastico e automobilistico. Ci sono più di ventisette concessionari della BMW, che per questo riconoscono internazionalmente la contea come un sito di produzione primaria nel settore. L'industria plastica ha una forte presenza con 244 compagnie localizzate nelle dieci contee nella parte alta a nord-ovest dello Stato della Carolina del Sud. La contea di Anderson, in particolare, ha undici distributori automobilistici ed un ruolo predominante nell'industria plastica con ventisette compagnie localizzate all'interno dei propri confini.

## Premi e onorificenze[senzafonte]
Dovuto alla personalità progressista della Contea di Anderson, la lista dei premi e dei riconoscimenti è molto estesa. Qui ne citiamo solo alcuni:
- Certificate of Achievement for Excellence in Financial Reporting (CAFR)
- Government Finance Officers Association (GFOA)- 2006 Budget Presentation Award
- National Association of County Information Officers Superior and Excellent Awards
- International Association of Emergency Manager's Interagency Disaster Preparedness Award
- SC Association of Counties' 2006 Barrett Lawrimore Regional Cooperation Award
- SC Military Dept's Five Star Award for Employer Support for the Guard and Reserves
- Association of Public Safety Communication Officials' Emergency 9-1-1 Center of the Year Award
- All-America City Award 2000

Per una lista più approfondita visitare il sito della contea di Anderson.